# Arshad Warsi
Arshad Warsi (अर्शद वारसी, अरशद वारसी; Mumbai, 19 aprile 1968) è un attore indiano.
Deve la sua fama a Bollywood all'interpretazione di Circuit nei due film Munnabhai M.B.B.S. e Lage Raho Munnabhai.
Ha preso parte anche al cast di Salaam Namaste.
In patria ha vinto svariati premi.
Ha inoltre ricoperto il ruolo di cantante in playback in alcune pellicole.

## Filmografia

### Cinema
- Aag Se Khelenge, regia di Subhash Ghai e Bhaskar Shetty (1989)
- Tere Mere Sapne, regia di Joy Augustine (1996)

- Hero Hindustani, regia di Aziz Sejawal (1998)
- Munnabhai M.B.B.S., regia di Rajkumar Hirani (2003)
- Hulchul, regia di Priyadarshan (2004)
- Maine Pyaar Kyun Kiya, regia di David Dhawan (2005)
- Salaam Namaste, regia di Siddharth Anand (2005)
- Giù a casa dai miei (Vaah! Life Ho Toh Aisi!), regia di Mahesh Manjrekar (2005)
- Lage Raho Munna Bhai, regia di Rajkumar Hirani (2006)
- Krazzy 4, regia di Jaideep Sen (2008)
- Golmaal Returns, regia di Rohit Shetty (2008)
- Zila Ghaziabad, regia di Kumar Anand (2013)